# Haus Cumberland

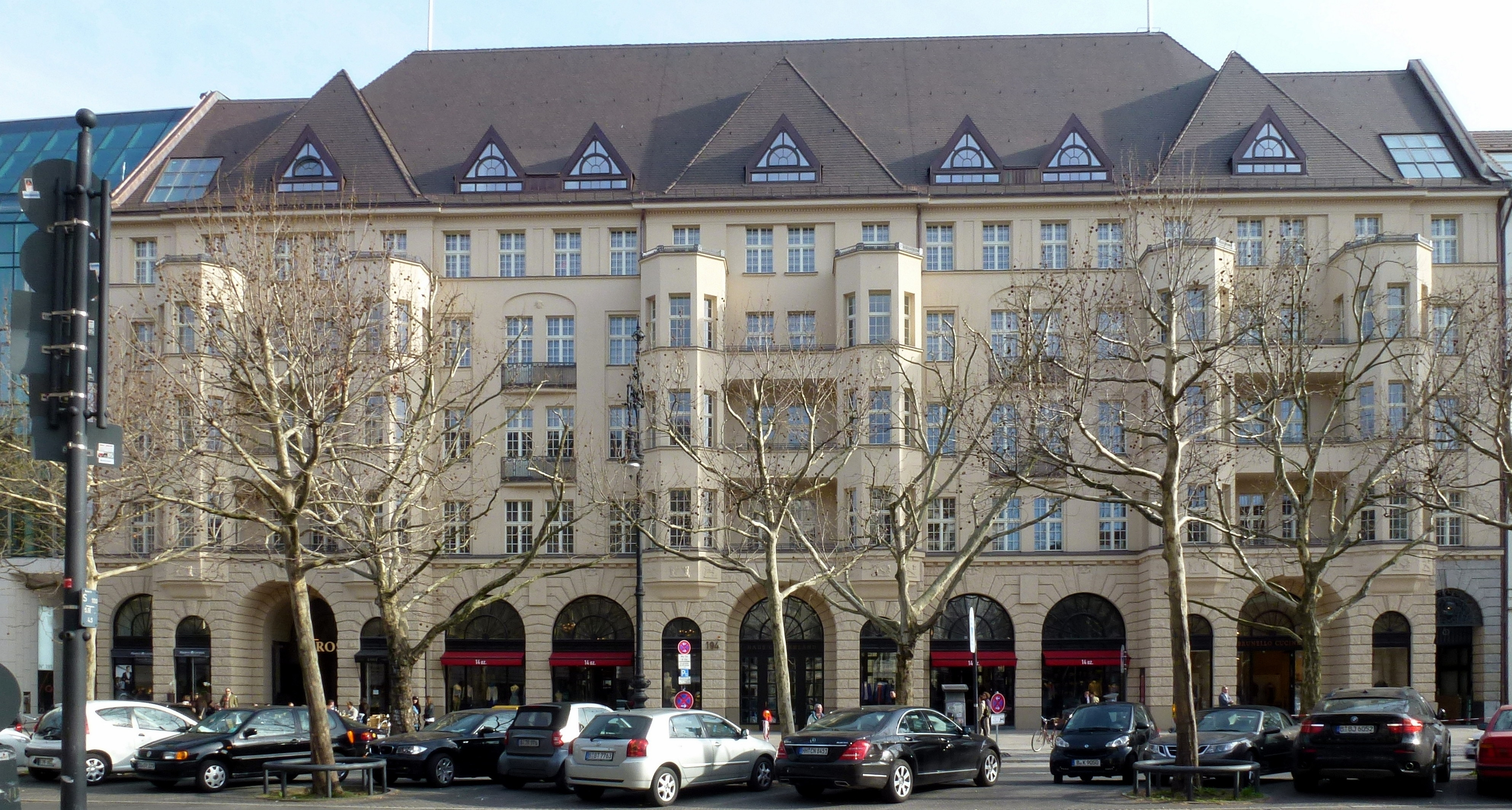
Haus Cumberland

Das Haus Cumberland ist ein denkmalgeschütztes Gebäude am Kurfürstendamm zwischen Bleibtreu- und Schlüterstraße in Berlin-Charlottenburg. Es stammt aus dem Beginn des 20. Jahrhunderts, diente als Hotel und Sitz verschiedener Verwaltungen. Seit dem Jahr 2011 ist es restauriert und zum Geschäfts- und Wohnhaus umgebaut worden. Gegenüber dem Haus befindet sich der George-Grosz-Platz. Die postalische Anschrift lautet Kurfürstendamm 193–194, 10707 Berlin.

## Geschichte
Das Bauwerk, als Boarding Palace konzipiert, wurde 1911/12 durch den Architekten Robert Leibnitz (der auch das alte Hotel Adlon geplant hatte) entworfen und gebaut. Bauherr war der Bankier Fedor Berg, der aber noch vor Ende der Bauarbeiten Konkurs anmelden musste. Das Haus wurde von einem Dresdner Hotelier weitergeführt. Wahrscheinlich aus Marketing-Gründen erhielt es den Namen Cumberland, zu Ehren des 3. Herzogs von Cumberland Ernst August. Im Grundriss ist das Gebäude 60 Meter breit und 180 Meter tief und besitzt drei aufwändig gestaltete Innenhöfe, in denen anfangs auch Springbrunnen vorhanden waren. Der Komplex erstreckt sich auf etwa 10.000 m² Grundstücksfläche zwischen Kurfürstendamm und Lietzenburger Straße 104–106. Zahlreiche Suiten sollten mit Hauspersonal vermietet werden. Diese Geschäftsidee scheiterte bereits vor der endgültigen Eröffnung und der Eigentümer ging in Konkurs. Inventar und Möbel wurden versteigert.

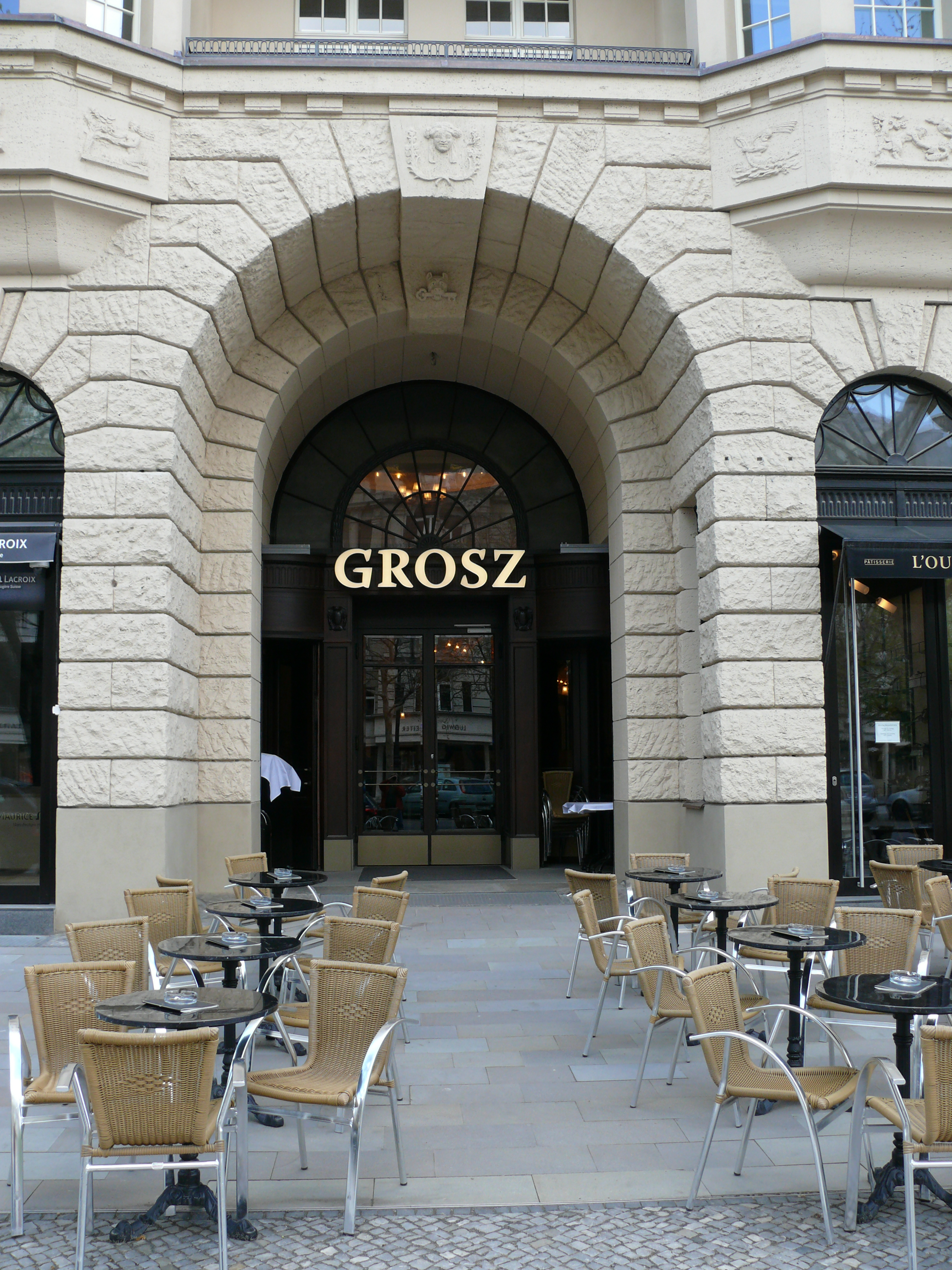
Eingang zum Café Grosz

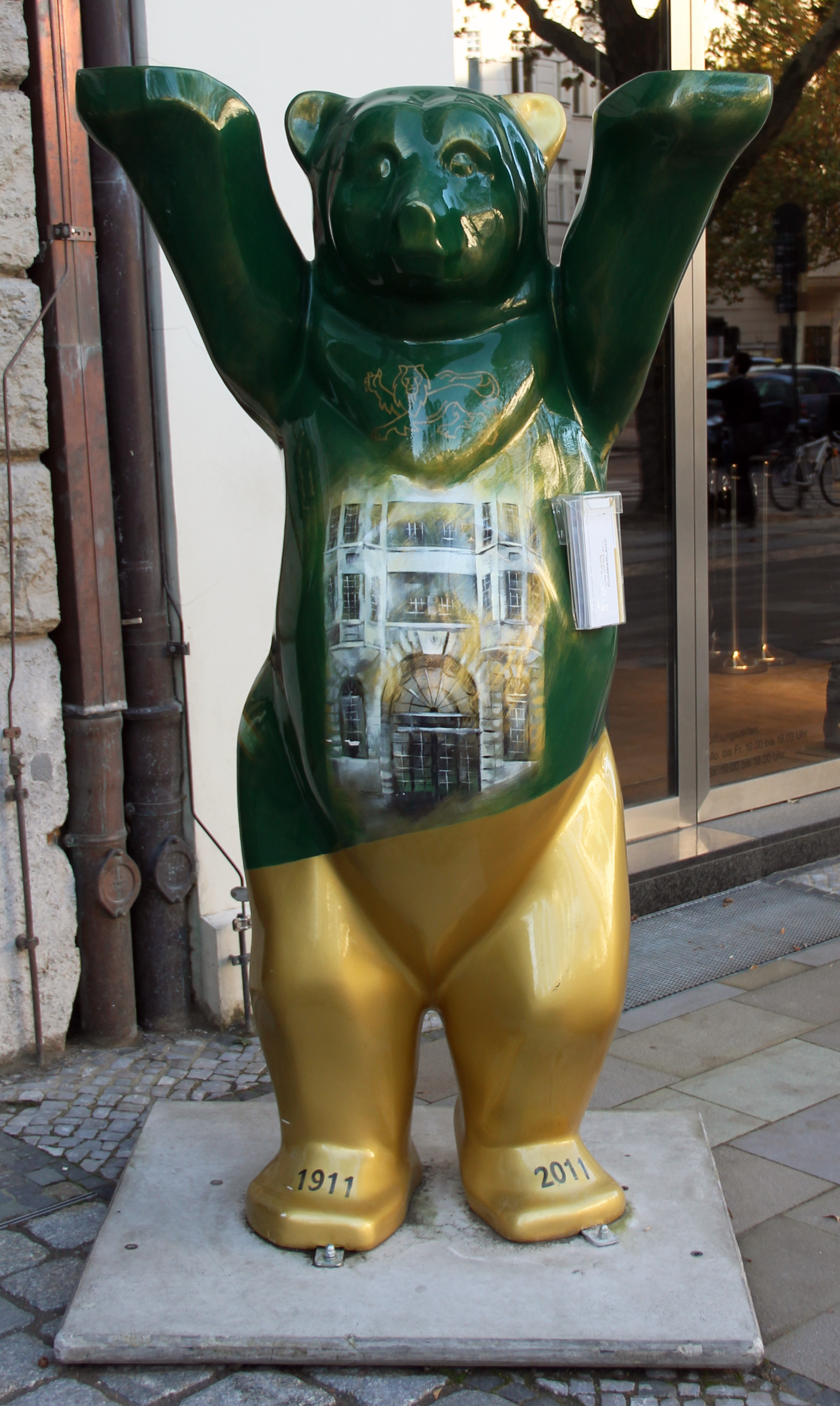
Buddy Bär Cumberland

1916 beherbergte das Haus zeitweise das Kaiserliche Waffen- und Munitionsbeschaffungsamt (Wumba). Nach dem Ersten Weltkrieg nutzte die Oberpostdirektion das Gebäude. Ab 1920 waren in dem Haus das Reichswirtschaftsministerium, Bühnen und Kinos untergebracht. Seit 1936 beherbergte es diverse Ämter der Finanzverwaltung. In der Zeit des Nationalsozialismus wirkte hier die Dienststelle des Oberfinanzpräsidenten Berlin-Brandenburg an der Enteignung und Ausplünderung der jüdischen Bürger mit.
Nach Kriegsende 1945 wurde das Haus mit Bildung des ersten Magistrats von Groß-Berlin der Generalsteuerdirektion zur Verfügung gestellt. Von 1966 bis 2003 befand sich in dem Gebäude die Berliner Oberfinanzdirektion. Seitdem stand es bis auf die Geschäfte im Erdgeschoss leer. Im Jahr 2004 wurde das Haus Cumberland kurzfristig als „Hotel Brecker“ für den Film Die Bourne Verschwörung umgestaltet. Auch Teile des Vampirfilms Wir sind die Nacht wurden hier gedreht. 2005 wurde es vorübergehend Filmkulisse für eine ZDF-Fernsehserie. Im Jahr 2010 drehte Leander Haußmann hier Teile seines Filmes Hotel Lux.
2006 kaufte die Orco-Gruppe das Haus nach eigenen Angaben für 40 Millionen Euro von den Eigentümern Land Berlin und Bund. Orco plante zunächst, darin ein Luxushotel und eine luxuriöse Einkaufspassage zu errichten. Die Hotelpläne wurden aber später zugunsten von 20.000 Quadratmeter Büroflächen ad acta gelegt. Hinzukommen sollten knapp 9.000 Quadratmeter Einzelhandelsfläche.
Im Juli 2010 veräußerte die Orco-Gruppe die Immobilie für 30 Mio. € an die Unternehmer Thomas Bscher, Detlef Maruhn und Dirk Germandi. Die Pläne umfassten 183 Eigentumswohnungen in den hinteren Teilen des sanierten Altbaus. Im vorderen Teil des Gebäudes sind vier Ladengeschäfte, 10 Büroeinheiten sowie ein 500 m² großes Restaurant eingerichtet, das in seiner Gestaltung dem Pariser Restaurant La Coupole erinnert. Die Straßenfront erhielt ihre historische Fassade zurück. Außerdem ist auf dem Grundstück eine Tiefgarage entstanden. Die Immobilie wurde denkmalgerecht saniert und im Dachgeschoss ausgebaut. Als Fertigstellungsziel wurde Ende 2012 angegeben.
Am 13. Mai 2011 kam es zu einem Großbrand im Dachstuhl des Gebäudes, dabei wurden zwei Bauarbeiter und ein Feuerwehrmann leicht verletzt. In der Folge des Brands brach die linke Seite des Dachstuhls zusammen. Auch eine aus Zinkblech gefertigte Kuppel des ersten Innenhofs stürzte ein. Der Brand war versehentlich bei den Sanierungsarbeiten ausgelöst worden. Am 15. September 2012 feierten die Bauherren zusammen mit den Besitzern der Eigentumswohnungen sowie Ehrengästen das Richtfest. Im Oktober eröffnete mit dem 14oz, einem Bekleidungsfachgeschäft des gehobenen Genres, auf 600 m² der erste Laden, der jedoch 2015 wieder schloss. Am 6. Dezember 2012 eröffnete der Berliner Gastronom Roland Mary – u. a. Inhaber des Borchardt’s in Berlin-Mitte – das Kaffeehaus, Restaurant und die Bar Grosz. Das Grosz schloss nach sieben Jahren Ende November 2019.